# 松尾汐恩
松尾汐恩（2004年7月6日—）是京都府相乐郡精华町出身的职业棒球选手（捕手）。右投右打。效力于横滨DeNA海湾之星。

## 生平

### 加入职棒前
小学就读于精华町立川西小学校。一年级时加入软式棒球队精华Atoms，开始了棒球生涯。精华町立精华中学校在读期间，加入了硬式棒球俱乐部京田辺Boys，兼任投手和游击手。中学时，曾和DeNA同期入团的森下瑠大对战，和他一同进入Boys League京都府选拔，成为队友。三年级的夏天作为Boys日本代表出场世界少年棒球大会。